# Фрегаты типа «Гарсия»
Фрегаты типа «Гарсия» — тип фрегатов, состоявший на вооружении Военно-морского флота США с 1964 по 1990 год гг, на вооружении ВМС Пакистана с 1989 по 1994 и на вооружении Военно-морского флота Бразилии с 1989 по 2008 год гг. Тип кораблей, как и первый корабль этого типа названы в честь героя Корейской войны, морского пехотинца Фернандо Л. Гарсия.
Всего было построено 11 фрегатов этого типа, включая USS Glover (FF-1098), который проектировался изначально как экспериментальный исследовательский корабль для опробования новых систем ПЛО, в том числе нового сонара и прочих средств обнаружения. Первоначально фрегаты типа «Гарсия» классифицировались как океанские эскортные миноносцы (англ. ocean escorts, буквенное обозначение DE). После переклассификации военных кораблей США 1975 года стали обозначаться как фрегаты (англ. frigate, буквенное обозначение FF). В составе ВМС США находились в период с 1964 по 1990. Последний корабль, «Pará» (D 27), бывший USS Albert David (FF-1050), выведен из состава бразильского флота в 2008 году.

## История создания
Предшественниками фрегатов типа «Гарсия» (первоначально — океанских эскортных миноносцев) стали корабли типа «Бронштейн», спроектированные и построенными специально для нужд ПЛО крупных флотских соединений в открытом океане. Для этой же цели были построены и эскортные миноносцы типа «Гарсия», в чьи задачи входила ПЛО десантных соединений и конвоев.

## Конструкция и модернизации
Создание специализированных эскортных кораблей в США стало ответом на появление в СССР новых типов подводных лодок, в том числе атомных, высокоавтономных и обладающих высокими скоростными характеристиками. Дизельная ГЭУ ещё на эскортных миноносцах типа «Бронштейн» была заменена на паротурбинную для повышения скорости хода.
В состав вооружения новых эскортных кораблей входили новые системы обнаружения подводных лодок, в частности, сонар AN/SQS-26, новые виды противолодочного оружия — ПУ ПЛУР ASROC и торпедные аппараты Mk 32 для торпед Mk 46, спроектированных специально для борьбы с подводными лодками. Калибр артиллерии по сравнению с предшественниками был повышен с 76 мм до 127 мм.
10 кораблей вошли в состав флота по проекту океанских эскортных миноносцев, ещё один, USS Glover (FF-1098), первоначально был экспериментальным кораблем (под индексом AGDE-1, в 1975 году переиндексирован в AGFF-1 , в 1979 — в FF-1098) для отработки новых систем обнаружения и уничтожения ПЛ.

## Завершение службы
В настоящее время фрегаты типа «Гарсия» выведены из состава ВМС США. Вывод из состава флота происходил в течение 1988 — 1990 годов. 4 корабля (USS Bradley (FF-1041), USS Davidson (FF-1045), USS Sample (FF-1048) и USS Albert David (FF-1050)) были проданы или сданы в аренду ВМС Бразилии под именами Pernambuco (D 30), Paraíba (D 28), Paraná (D 29) и Pará (D 27) соответственно. USS Garcia (FF-1040), USS Brumby (FF-1044), USS Koelsch (FF-1049) и USS O'Callahan (FF-1051) в 1989 переданы в аренду ВМС Пакистана, где служили до 1993 — 1994 годов под названиями Siaf (F-264), Harbah, Siqqat (F-267) и Aslat (F-265) соответственно, после чего были возвращены США и сданы на слом.

## Список кораблей типа
| Название корабля               | Номер   | Фирма-строитель                                         | Дата принятия в состав флота- Дата вывода из состава флота | Судьба                                                                          | Примечания |
| ------------------------------ | ------- | ------------------------------------------------------- | ---------------------------------------------------------- | ------------------------------------------------------------------------------- | ---------- |
| USS Garcia (FF-1040)           | FF-1040 | Bethlehem Steel                                         | 1964-1989                                                  | Передан Пакистану (Siaf (F-264)), возвращен США в 1994, продан на слом.         | [ 2 ]      |
| USS Bradley (FF-1041)          | FF-1041 | Bethlehem Steel                                         | 1965-1988                                                  | Продан ВМС Бразилии (Pernambuco (D 30))                                         | [ 3 ]      |
| USS Edward McDonnell (FF-1043) | FF-1043 | Avondale Shipyards                                      | 1965-1988                                                  | Продан на слом в 2002 году                                                      | [ 4 ]      |
| USS Brumby (FF-1044)           | FF-1044 | Avondale Shipyards                                      | 1965-1989                                                  | Передан Пакистану (Harbah), возвращен США в 1994, продан на слом в 1994 году    | [ 5 ]      |
| USS Davidson (FF-1045)         | FF-1045 | Avondale Shipyards                                      | 1965-1988                                                  | Продан ВМС Бразилии (Paraiba (D28))                                             | [ 6 ]      |
| USS Voge (FF-1047)             | FF-1047 | Defoe Shipbuilding Company, Michigan                    | 1966-1989                                                  | Продан на слом в 2001 году                                                      | [ 7 ]      |
| USS Sample (FF-1048)           | FF-1048 | Lockheed Shipbuilding and Construction Company, Seattle | 1968-1988                                                  | Продан ВМС Бразилии (Paraná (D 29)), 2001 г.                                    | [ 8 ]      |
| USS Koelsch (FF-1049)          | FF-1049 | Defoe Shipbuilding Company, Michigan                    | 1967-1989                                                  | Передан Пакистану (Siqqat (F-267)), возвращен США в 1994, продан на слом.       | [ 9 ]      |
| USS Albert David (FF-1050)     | FF-1050 | Lockheed Shipbuilding and Construction Company Seattle  | 1968-1989                                                  | Продан ВМС Бразилии (Pará (D 27))                                               | [ 10 ]     |
| USS O'Callahan (FF-1051)       | FF-1051 | Defoe Shipbuilding Company, Michigan                    | 1968-1988                                                  | Передан Пакистану (Aslat (F-265)), возвращен США в 1993, продан на слом в 1994. | [ 11 ]     |
| USS Glover (FF-1098)           | FF-1098 | Bath Iron Works                                         | 1965-1990                                                  | Выведен из состава ВМС в 1990, продан на слом в 1994 году.                      | [ 12 ]     |